# Светі-Петар-Ореховець
46°04′ пн. ш. 16°27′ сх. д. / 46.07° пн. ш. 16.45° сх. д.
Светі-Петар-Ореховець (хорв. Sveti Petar Orehovec) – громада і населений пункт в Копривницько-Крижевецькій жупанії Хорватії.

## Населення
Населення громади за даними перепису 2011 року становило 4 583 осіб. Населення самого поселення становило 279 осіб.
Динаміка чисельності населення громади:
Динаміка чисельності населення центру громади:

## Населені пункти
Крім поселення Светі-Петар-Ореховець, до громади також входять:
- Бочковець
- Богачево
- Богачево-Рієцько
- Брдо-Ореховецько
- Брезє-Михолецько
- Брежани
- Чрнчевець
- Дедіна
- Доні Фодровець
- Фережани
- Фінчевець
- Гориця-Міхолецька
- Горні Фодровець
- Грегуровець
- Гущеровець
- Хіжановець
- Хрговець
- Капела-Равенська
- Кусієвець
- Меджа
- Міхолець
- Міковець
- Мокриці-Міхолецьке
- Ореховець
- Пішковець
- Подвінє-Міхолецько
- Ровці
- Села-Равенска
- Селанець
- Сельниця-Міхолецька
- Шаламуновець
- Вінарець
- Волявець-Рієцький
- Вуковець
- Зайстовець
- Замладинець